# Polygala atacorensis
Polygala atacorensis är en jungfrulinsväxtart som beskrevs av Jacques-felix. Polygala atacorensis ingår i släktet jungfrulinssläktet, och familjen jungfrulinsväxter. Inga underarter finns listade i Catalogue of Life.